# Dietelia mesoamericana
Dietelia mesoamericana är en svampart som beskrevs av H.C. Evans & C.A. Ellison 2005. Dietelia mesoamericana ingår i släktet Dietelia och familjen Pucciniosiraceae.   Inga underarter finns listade i Catalogue of Life.